# Franciszek Klim
Franciszek Leon Klim (ur. 22 kwietnia 1956) – polski samorządowiec i menedżer, wójt gminy Manowo, w 1992 wicewojewoda koszaliński.

## Życiorys
Syn Franciszka. Ukończył magisterskie studia inżynierskie. W okresie PRL od 1987 do 1989 był tajnym współpracownikiem Służby Bezpieczeństwa o pseudonimie „Frede”. Od początku lat 90. zajmował stanowisko wójta gminy Manowo, zajmował je do 2002. Od 1 czerwca do 30 września 1992 był jednocześnie wicewojewodą koszalińskim. W 2002 powołany na stanowisko dyrektora Pomorsko-Mazurskiej Hodowli Ziemniaka w Strzekęcinie, funkcję tę pełnił do 2019. W 2010 bez powodzenia kandydował do rady powiatu koszalińskiego z ramienia lokalnego komitetu. Zajął się działalnością biznesową, został wraz z żoną współwłaścicielem przedsiębiorstwa nasienniczego. Zasiadał w organach Agencji Rozwoju Regionalnego w Koszalinie oraz Stowarzyszenia Gmin i Powiatów Pomorza Środkowego, został także prezesem koła łowieckiego „Jeleń”.
Zamieszkał w Cewlinie. Został wyróżniony Orderem Uśmiechu, a nadto odznaczony Brązowym (1998) i Srebrnym (2003) Krzyżem Zasługi.